# 240 (nombre)
Cet article concerne le nombre 240. Pour les années, voir 240 et 240 av. J.-C..
Le nombre 240 (deux cent quarante) est l'entier naturel qui suit 239 et qui précède 241.

## En mathématiques
Deux cent quarante est :
- la somme de quatre nombres premiers consécutifs (53 + 59 + 61 + 67) et de huit nombres premiers consécutifs (17 + 19 + 23 + 29 + 31 + 37 + 41 + 43),
- un nombre hautement composé, avec un total de 20 diviseurs (1, 2, 3, 4, 5, 6, 8, 10, 12, 15, 16, 20, 24, 30, 40, 48, 60, 80, 120 et 240) plus que n'importe quel nombre précédent, et est par conséquent un nombre refactorisable ou un nombre tau, puisqu'avec 20 diviseurs, 240 est divisé par le nombre de ses diviseurs,
- un nombre semi-parfait,
- un nombre hautement totient,
- un nombre oblong,
- un nombre Harshad,
- la concaténation de deux de ses diviseurs propres (voir suite A50480 de l'OEIS).

## Dans d'autres domaines
Deux cent quarante est :
- un taux de cholestérol de 240 et plus est considéré très risqué,
- une tension électrique commune en Angleterre et en Australie avant la conversion en 230V standard,
- dans la monnaie britannique, le nombre de pence dans une livre jusqu'en 1971,
- le n° du modèle de l'avion Convair 240,
- le n° de modèle de la voiture Volvo 240,
- Ligne 240 (Infrabel),
- le nombre maximum de caractères autorisé par le service Twitter.